# نسبت هوا-سوخت
نسبت هوا-سوخت به اختصار AFR نسبت جرمی هوا به یک سوخت جامد، مایع یا گاز است که در فرایند سوختن جریان دارد. این فرایند سوختن می‌تواند به صورت کنترل شده صورت گیرد مانند آنچه که در موتور درون‌سوز روی می‌دهد یا در یک کورهٔ صنعتی باشد یا در نتیجهٔ انفجار گاز یا بخار (گردانفجار) یا در سلاح گرمافشاری باشد.

## توضیح
نسبت هوا-سوخت تعیین می‌کند که آیا مخلوط اصلاً سوختنی هست یا خیر، چقدر انرژی آزاد می‌شود و چه میزان آلایندهٔ نامطلوب تولید می‌شود. معمولاً بازه ای برای نسبت هوا-سوخت وجود دارد که خارج از این بازه سوختنی رخ نمی‌دهد به این حدود، حدهای بالا و پایین انفجار گفته می‌شود.
در موتور درون‌سوز و کورهٔ صنعتی نسبت هوا-سوخت بسیار مهم است تا سامانه بازدهی بالاتری داشته باشد و تولید آلاینده کمتر باشد. اگر دقیقاً آنقدر هوا فراهم شود که سوخت به‌طور کامل بسوزد به آن نسبت، مخلوط استوکیومتری یا به اختصار stoich گفته می‌شود. نسبت‌های کمتر از استوکیومتری را «غنی» می‌نامند که این نسبت‌ها بازدهی کمتر اما توان بالاتری تولید می‌کنند و معمولاً در دمای پایین‌تری می‌سوزند. نسبت‌های بالاتر از استوکیومتری را ضعیف (لاغر) می‌نامند در این حالت بازدهی بالاتر می‌رود اما میزان اکسید نیتروژن بیشتری تولید می‌شود. برخی موتورها چنان طراحی شده‌اند تا به صورت لاغر بسوزند. برای تعیین دقیق نسبت هوا-سوخت باید محتوای اکسیژن هوای مصرفی دقیق مشخص شود چون چگالی هوا می‌تواند بسته به منطقهٔ جغرافیایی یا دمای هوای ورودی یا میزان بخار آب، تفاوت کند.
مخلوط استوکیومتری برای یک موتور بنزینی ۱۴٫۷:۱ است به عبارت دیگر به ازای هر گرم سوخت، ۱۴٫۷ گرم هوا نیاز است؛ این واکنش به صورت زیر است:
25 O2 + 2 C8H18 → 16 CO2 + 18 H2O + انرژی
نسبت هوا-سوخت برای سوخت‌های روغنی که در کوره‌ها کاربرد دارند به صورت نسبت جرمی بیان می‌شود اما برای کوره‌هایی که از گاز طبیعی استفاده می‌کنند نسبت حجمی یا حتی مولی کاربرد دارد. همچنین برای صنعت توربین گازی از نسبت سوخت-هوا استفاده می‌شود.